# 亨利·普雷奥
亨利·普雷奥（法語：Henri Préaux，1911年11月25日—1992年2月21日），法国男子赛艇运动员。他曾代表法国参加1928年夏季奥林匹克运动会赛艇比赛，获得男子双人单桨有舵手银牌。